# Alessio Trentini
Alessio Trentini (Trento, 19 luglio 1994) è un pattinatore di velocità su ghiaccio italiano.
Nel febbraio 2022 partecipa alla delegazione italiana dei giochi olimpici di Pechino, prendendo parte nella gara dei 1500 metri, concludendo 25º con il tempo di 1.48.33; partecipa anche nell'evento inseguimento a squadre maschile, piazzandosi 7º.